# 로베르 사라
로베르 사라(프랑스어: Robert Sarah, 1945년 6월 15일 - )는 기니의 로마 가톨릭교회 추기경이다.
교황 요한 바오로 2세에 의해 1979년부터 2001년까지 코나크리 대주교를 지냈으며, 2001년에는 교황청 인류복음화성 차관에 임명되었다. 2010년 교황 베네딕토 16세에 의해 추기경에 서임되었다. 2010년 교황청 사회복지평의회 위원장을 거쳐 2014년 11월 23일부터 2021년 2월 20일까지 교황청 경신성사성 장관을 지냈다.
보수적인 성향인 사라는 성 윤리와 생존권 문제, 사제 독신에 대한 가톨릭교회의 전통적인 가르침을 수호하고 이슬람 원리주의를 비판하는데 앞장섰다. 또한 안락사에도 반대하며, 사제들이 미사를 집전할 때 '동쪽을 보고(ad orientem)', 즉 평신도들과 같은 방향을 향해야 한다고 주장했다.
사라는 프랑스어, 영어, 스페인어, 이탈리아어를 구사할 수 있다.

## 약력

### 청년기와 사제
로베르 사라는 1945년 6월 15일 프랑스령 기니의 시골 마을인 우루스에서 애니미즘을 믿다가 기독교로 개종한 농부 가정에서 태어났다. 그의 집안은 기니 북부의 코니아구이 부족에 속한다. 1957년 12살에 코트디부아르 빙거빌에 있는 생 오귀스탱 소신학교에 입학해 3년간 수학했다. 1960년 기니가 독립국이 되고 코트디부아르와의 관계가 경색되면서 사라는 고국으로 돌아와 디신에 있는 성신회가 설립한 신학교에서 학업을 이어갔다. 그러나 이 역시 1961년 8월 기니 독재자 아메드 세쿠 투레의 독재 정부가 교회 재산을 몰수하면서 체류 기간은 수개월에 그쳤다. 이에 사라는 1962년 가톨릭교회가 킨디아에 새로운 신학교를 설립할 수 있는 허가를 받을 때까지 자택에서 독학으로 공부해야 했다. 1964년 신학 학사 학위를 취득한 사라는 그해 9월 대신학교가 있는 프랑스 낭시로 유학을 갔다. 그렇지만 기니와 프랑스의 관계가 악화되면서 학업을 중단해야 했고, 1967년 10월부터 1969년 6월까지 세네갈의 세비코탄에서 신학 공부를 마쳤다. 1969년 7월 20일 그는 레몽마리 치딤보 대주교에 의해 코나크리의 생 마리 주교좌성당에서 사제 서품을 받았다.
사제품을 받은 후 사라는 학업을 계속 이어갔다. 그는 1969년부터 1974년까지 로마에 살면서 교황청립 그레고리오 대학교에서 신학 석사를 수료했고, 그 사이 1971년에는 예루살렘의 프란치스카눔 성경연구소에서 성경학 석사를 수료했다. 그는 1974년에 기니로 돌아왔다.
보케의 본당신부로서 그는 1967년 아메드 세쿠 투레가 유럽인 선교사들을 모두 추방하면서 수년간 사제가 한 명도 없는 외진 마을까지 사목방문을 하였다.
1976년에 사라는 코나크리 소신학교의 교수가 되었고, 이후 학장이 되었다.

### 주교
1979년 8월 13일 교황 요한 바오로 2세는 사라를 코나크리 대주교로 임명했다. 사라는 1979년 12월 8일 코나크리의 생마리 주교좌성당에서 34살의 나이에 조반니 베넬리 추기경, 뤽 오귀스트 상가레 대주교, 장 피에르 마리 오르샹 주교에 의해 주교로 서품되었다. 코나크리의 대주교로서 그는 20년 이상 사목했으며, 그동안 기니 가톨릭 주교회의 의장과 서아프리카 주교회의 의장을 역임했다.
사라는 교회와 국민들을 박해하는 아메드 세쿠 투레 독재 정권으로부터 교회의 독립을 지키기 위해 노력했으며 정부를 비판하는데 주저하지 않았다. 그의 이러한 모습에 그는 기니 국민들 사이에서 가장 존경받는 지도자 가운데 한 사람이 되었다.

### 교황청 경력
2001년 10월 1일 요한 바오로 2세는 로베르 사라를 바티칸으로 불러들여 인류복음화성 차관으로 임명했다.
2010년 10월 7일 교황 베네딕토 16세는 그를 교황청 사회복지평의회 위원장으로 임명했다. 그리고 같은 해 11월 20일 산 조반니 보스코 인 비아 투스콜라나 성당의 부제급 추기경에 서임했다. 사라는 기니 최초의 추기경이 되었다.
2014년 11월 23일 교황 프란치스코는 사라를 경신성사성 장관에 임명했다. 2021년 2월 20일 사라는 교회법상 은퇴 연령인 만 75세가 되면서 경신성사성 장관직에서 사임했다.
2021년 5월 3일 교황 프란치스코가 주재한 추기경회의에서 부제급 추기경에서 사제급 추기경으로 승격되었다. 그해 5월 8일 사라는 동방교회성 위원으로 임명되었다.